# Bartolomeo Venturini
Bartolomeo Federico Venturini, della famiglia ascendente soprannominata dei Gambai (Magasa, 10 marzo 1822 – Magasa, 28 luglio 1895), è stato un presbitero, educatore, patriota e scrittore italiano.

## Biografia

### Una vita da educatore e da oppositore politico all' Austria
Bartolomeo Venturini nacque a Magasa il 10 marzo 1822 da Giovanni Andrea di Bortolo, di professione contadino, e da Elena Mazza, nella casa patriarcale di via XXIV maggio.  La famiglia in cui Bartolomeo crebbe, primo di due fratelli, gli fornì principi cattolici.
Il ragazzo si dimostrò di buona intelligenza e decisamente orientato allo studio al punto che poté usufruire della formazione pubblica gratuita fornita dal Legato di Sebastiano Paride Lodron che dal 1600 permetteva a sei chierici della Val Vestino di accedere al seminario-ginnasio di Salò. Pertanto percorse con profitto i suoi studi ginnasiali parte a Salò presso il citato istituto Lodron o seminario di Santa Giustina e parte a Trento presso il seminario vescovile, dove pure assolse il corso teologico e fu ordinato sacerdote il 15 luglio 1845. Esordì nella sua vita sacerdotale quale cooperatore a Ala di Trento, ma notato per il suo ingegno e la disposizione all'istruzione fu nominato professore di religione dell'Imperial Regio Ginnasio di Rovereto. Ottenuta la laurea presso l'università di Padova in scienze umanistiche, si dedicò all'insegnamento scolastico sempre nello stesso Istituto dopo aver superato l'esame della commissione scolastica di Innsbruck  abilitante all'insegnamento nelle scuole superiori dell'impero. Insegnante catechista, di italiano, latino e aritmetica furono tra i tanti suoi discepoli, nel periodo compreso fra il 1852 e il 1855, Paolo Cortella di Storo, futuro ufficiale garibaldino nell'esercito meridionale e nell'invasione trentina di Giuseppe Garibaldi nel 1866, Antonio Giuseppe Andreoli, Pietro Andreoli  e Pietro Viani di Moerna in Val Vestino, futuri sacerdoti, e il giovane Oreste Barattieri di Condino che diventerà garibaldino e generale; nel 1858 Tommaso Mazza di Magasa e Pietro Fiorini di Gargnano, futuro avvocato mentre sua collega sarà Giacomo Stefani di Magasa insegnante supplente. Il 3 maggio 1852 fu tra i componenti della commissione esaminatrice del ginnasio che conferì l'attestato di maturità a Pietro Porta di Moerna di Valvestino che poi diventerà un devoto sacerdote e un noto botanico di fama europea. Nel 1853 fu nominato membro dell'Accademia Roveretana degli Agiati e tra il 1859 e il 1861 ne fu segretario agli atti, per lo più assente, fu sostituito e i verbali furono stilati da Francesco Fiorio. Di idee liberaleggianti, tra il 1854 e il 1858 fu in relazione con il roveretano Francesco Antonio Marsilli, significativo esponente del liberalismo trentino di metà Ottocento nonché letterato, membro della roveretana Accademia degli Agiati e fervente sostenitore del diritto ad una maggiore autonomia della zona di lingua italiana del sud Tirolo austriaco. Conobbe il filosofo e sacerdote Antonio Rosmini e ne tenne dopo la sua morte un elogio pubblico e una testimonianza con il dottor Antonio Balista. Il 14 dicembre 1855, nominato assieme a tre altri membri dell'Accademia degli Agiati di Rovereto stessa «ad oggetto che essa debba in tempo accettevole prendere tutte le necessarie misure a solennizzare condegnamente la funebre commemorazione della morte dell'emerito suo predecessore il sommo filosofo don Antonio de' Rosmini-Serbati». Fu curatore dell'istituto Lodron di Salò assicurandosi di eseguire le volontà dell'antico testatore Sebastiano Paride Lodron e la gestione del patrimonio a fini educativi dei giovani della Val Vestino.

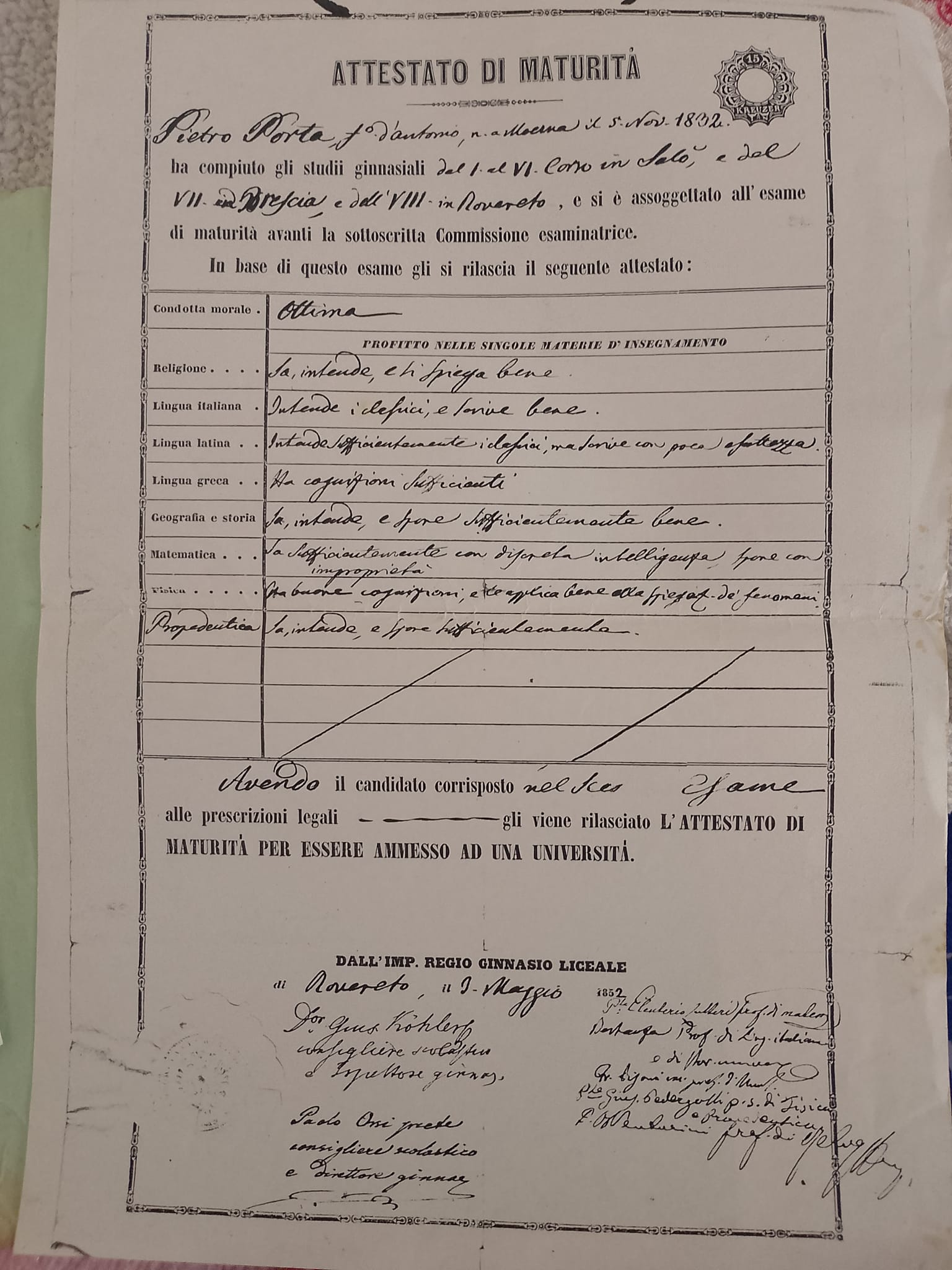
Il diploma di maturità ginnasiale dell'alunno Pietro Porta di Valvestino del 1852 a Rovereto. Si nota tra i componenti della commissione esaminatrice la firma del professore Bartolomeo Venturini di Magasa

Il suo nome compare per la prima volta nel cronache nelle 1859, nel pieno della seconda guerra di indipendenza. Il Trentino era allora in prima linea nella lotta per l’unità e l’indipendenza italiana dagli Asburgo ed in seguito al clima patriottico che si era instaurato per la vittoria delle truppe franco-piemontesi a San Martino e Solferino che portarono all'armistizio di Villafranca, gli studenti del Ginnasio organizzarono una rappresentazione teatrale e ad essi fu permesso sotto la responsabilità dei professori don Giovanni Cimadomo di Borgo Sacco, don Giovanni Bertanza di Limone sul Garda, noto ex rivoluzionario del 1848 che era solito dichiarare: " È colpa nostra se nel 1848 il colpo non è riuscito: a noi tocca preparare la gioventù per una nuova riscossa " , e don Venturini di portare una margherita tricolore all'occhiello del bavero della giacca. Il conte Karl Sigmund von Hohenwart, nuovo governatore austriaco di Trento nel 1860, in base ai rapporti di polizia e di confidenti passò in rassegna le opinioni politiche degli insegnanti delle scuole governative ginnasiali di Trento e Rovereto tramite un'inchiesta. Al termine di essa, a Trento sospese il direttore del ginnasio dall'insegnamento mentre dall'indagine al ginnasio di Rovereto scaturiva che il professor Venturini, ritenuto dai più uno dei migliori insegnanti dell'istituto, era "noto per le sue perverse opinioni politiche e per il suo influsso dannoso sui giovani...nemico furbo matricolato del Governo...uomo che dimentica anche la sua qualità di prete e di insegnante di religione" e così nel marzo del 1860 l'Imperial Regio Governo austriaco vista la slealtà dei docenti nei confronti dell'Impero asburgico, inviò una protesta formale al principe vescovo Tschiderer affinché volesse rimuovere il professor Venturini dall'istruzione religiosa agli studenti ritenendolo responsabile di quanto accaduto nella rappresentazione studentesca e del mancato invito agli ufficiali austriaci.
Il vescovo de Tschiderer, noto per le sue idee filoasburgiche e antiliberali, senza cercare di conoscere il fatto e ascoltare la versione del Venturini, passò il dispaccio al decano di Rovereto monsignor Antonio Strosio, arciprete decano di San Marco in Rovereto e strenuo difensore di Antonio Rosmini, che ripugnante lo consegnò al Venturini. Don Venturini e don Bertanza, furono rimossi dall’impiego per sospetto d’italianità: il primo licenziato senza che fosse intrapresa una regolare procedura disciplinare e il secondo costretto al pensionamento dopo 25 anni di servizio irreprensibile con la paga ridotta della metà dell'ammontare complessivo. Quasi nel medesimo tempo alcuni studenti ginnasiali coinvolti nei festeggiamenti subirono la stessa sorte, vennero espulsi da tutte le scuole dell'Impero sotto la taccia di propaganda antiaustriaca. Non mancarono voci nella cittadina che attribuirono il fatto a una denuncia fatta da qualche collega dei colpiti. Il fatto suscitò scalpore e commozione e tutte le autorità cittadine e il Municipio s'interessano inutilmente con il governo tirolese per evitare ai due il licenziamento.
I due professori privati di ogni sostentamento economico e caduti in miseria, ebbero dalle famiglie dei loro allievi calorosissime manifestazioni di carità, d’affetto e di consenso: tutti andarono a gara per procurar loro lezioni private e per soccorrerli e confortarli nella sventura occorsa.  Il professor Bertanza era il più anziano dei professori del ginnasio, ed anche il più conosciuto e il più amato. Aveva a carico suo, oltre la vecchia madre, una sorella nubile, la nuora di un fratello suo con un figlio e un altro figlio di una sorella. Anche Venturini si trovò improvvisamente in ristrettezze economiche non potendo contare sull'aiuto della sua famiglia di poveri contadini.
Nonostante tutto, essi ebbero cordiale aiuto morale e materiale dalla popolazione roveretana al punto che questa voleva protestare pubblicamente contro la decisione governativa. Gli studenti di Rovereto, che ogni anno, durante il carnevale, erano usi inscenare una rappresentazione teatrale, manifestarono la loro solidarietà rinunciando in segno di lutto e per evitare la presenza di ufficiali austriaci fra gli spettatori. Contemporaneamente vari impiegati amministrativi furono trasferiti e lo stesso vescovo de Tschiderer fu invitato a giustificarsi e a dare spiegazioni all'arciduca Francesco Giuseppe I d'Austria sulla condotta del clero. Egli cercò di salvare il suo seminario con asserzioni generiche e vaghe: ma le giustificazioni date non trovarono molto credito presso il governatore che interessò direttamente il ministero viennese del culto, dell'istruzione e quello dell'Interno.
La nobile e ricca famiglia roveretana dei Tacchi nella persona della vedova Luigia Colle, benefattrice e di idee liberaleggianti, conoscendo la preparazione culturale del professore Venturini, il 9 aprile lo assunse come precettore del più giovane tra i suoi figli, Carlo, stipendiandolo con 1.200 fiorini,  vitto,  alloggio e la promessa di viaggiare quattro mesi all'anno con il suo alunno; cosicché con Carlo peregrinò in tutta Europa e in Palestina, impartendogli un'istruzione pratica conveniente al sistema di vita di quella nobile famiglia. Nei rapporti segreti di polizia si apprende che essa era pure sorvegliata dall'apparato governativo: "Tacchi, signora di Rovereto, tiene un figlio di nome Carlo nel Collegio Longone a Milano. Con mendicati pretesti si reca spesse volte in Lombardia portando corrispondenza della propaganda. (27 marzo 1860) Ora per fare una dimostrazione contro il Governo, prese qual precettore del suddetto figlio il catechista Venturini, dimesso dal posto di pubblico professore, accordandogli un lauto stipendio".
Ultimata l'educazione del suo allievo, si dedicò alla cura delle anime, ma vi si impegnò per breve tempo. Nell'estate del 10 luglio 1866 nel corso della terza guerra di indipendenza accolse a Magasa la colonna dei garibaldini in marcia verso la valle di Ledro al comando dei capitani Tommaso Marani e Ettore Filippini e convinse il titubante parroco locale don Antonio Bertini Franca di Cimego, riluttante a schierarsi con i patrioti italiani, di permettere loro di pernottare sul sagrato della Chiesa parrocchiale.  In quel frangente fu nuovamente segnalato assieme a don Giacomo Stefani, per la sua ostilità al governo austriaco, alle autorità politiche di Trento. Difatti, il pretore di Condino, Adolfo Strele, inviò all'imperial regio consigliere di polizia di Trento, cav. Carl Pichler von Deeben, il 17 settembre 1866: «Venne riferito che certo Venturino Giorgi detto Bagata, oste di Hano, nello stato sardo, dopo l'invasione dei Garibaldini in questo distretto, era incaricato di recarsi a Trento, e che si doveva accompagnare con alcuni emigrati del cessato Circolo di Trento, secondo il dire dei quali a Trento era tutto pronto per lo scoppio di una rivoluzione, per la quale erano preparati vestiti, armi e munizioni. Il detto Bagata sarebbe munito di passaporto con la qualifica di mercante; e consta che viene talvolta nella Val Vestino, ove tiene conferenza con don Giacomo Stefani e con il professore don Bartolomeo Venturini di Magasa, ambidue noti per i sentimenti contrari al legittimo Governo». L'aministia civile-penale del 3 ottobre 1866 riguardante tutti quei cittadini tirolesi cooperanti con il Corpo Volontari Italiani di Garibaldi lo salvò da un imminente procedimento giudiziario.
Nel 1869 scrisse e tenne il discorso per le nozze di Emilio Tacchi e Anna Malfatti mentre nel 1871 fu richiesto dal comune di Desenzano, nel Regno d'Italia, come direttore del prestigioso Convitto e del Ginnasio-Liceo Bagatta pareggiato, fondato nel 1812 dall'abate Gerolamo Bagatta, nonostante la preoccupazione delle autorità ecclesiastica e civile circa le voci su sue idee liberaleggianti. In effetti l'Ordinariato di Trento il 25 settembre 1871 informava il Vicario Generale di Verona che don Venturini era stato, per le sue idee politico-religiose, privato dell'insegnamento di religione nelle scuole imperiali di Rovereto. Comunque nel novembre 1871 egli assumeva il nuovo ufficio che conserverà per circa 24 anni fino al 1895. A quei tempi il Convitto Ginnasio era uno dei più stimati centri di studio dell'"Italia Superiore", animato da eccellenti studiosi e insigni educatori. "Tutti i professori erano sacerdoti considerati ottimi insegnanti e formatori aperti a tutte le autentiche voci della cultura e alle più varie correnti di pensiero, sia politico che sociale".
Nel settembre del 1962 Giacomo Fondrieschi, sindaco di Desenzano, scrisse nel suo studio di presentazione riguardante l'"Istituto Bagatta": "Nell’agosto 1870 moriva il rettore Luigi Festi e, dopo la reggenza provvisoria di un anno affidata al prof. Lizzeri, allora preside del Liceo, il consiglio comunale nominava rettore l’abate cav. Bartolomeo Venturini di Magasa, nel Trentino, il quale, entrato in ufficio nel novembre 1871, vi restò per 25 anni di seguito. All’abilità dell’educatore che sa conoscere gli animi dei giovani e moderarne le tendenze, il Venturini aggiungeva la pratica degli affari e molta aggiustatezza di vedute in fatto di economia. Ond’è che, mentre egli poté migliorare le condizioni morali e disciplinari del Collegio-Convitto e crescerne illustro nelle provincie all’intorno, contribuì ancora col consiglio e con l’opera a riordinare e meglio indirizzare la gestione finanziaria, con notevole vantaggio del Comune, a cui le rendite dell’Amministrazione del Convitto diedero modo di provvedere alle spese ognora crescenti dell’istruzione pubblica. Sotto il governo del Venturini, se il Collegio non riacquistò la fama goduta all’epoca del fondatore, raggiunse il numero massimo di allievi toccato nel decorso secolo: infatti nell’anno 1894 arrivarono a 182. Eppure i primi anni del suo rettorato non furono scevri di difficoltà e di pericoli, fra cui quello di cedere negli anni 1874, 1875, 1876 il Collegio in affitto ad uno speculatore. Fortuna volle che tosto apparissero e si toccassero con mano i perniciosi effetti di quel contratto, che fu, dopo due anni, risoluto con soddisfazione generale. Il Venturini trovò un cooperatore zelante nel giovane abate Luigi Mealli, toscano, che per molti anni fu con lui Vice Rettore. Pieno di abnegazione e di affetto per la gioventù, fornito di tutte le qualità proprie dell’educatore, si deve in gran parte all’opera sua se durante il governo del Venturini l’Istituto raggiunse risultati così felici. Nell’anno 1878, trovandosi a capo del Comune il cav. Giacomo Grigolli, si credette opportuno di riunire in una sola persona la direzione del Ginnasio, del Liceo e della scuola tecnica e a capo di essi, fu proposto il cav. Giovanni Rambotti, che tenne l’ufficio per 18 anni. Dopo i tempi del Bagatta, fu il periodo di maggiore frequenza per le scuole di Desenzano, poiché, prosperando nel medesimo tempo anche il Collegio-Convitto, gli alunni furono numerosi come non erano stati mai. Il Liceo ebbe talvolta fino ad 86 studenti, il Ginnasio arrivò a 130 e la scuola tecnica a 70 allievi. A presiedere gli esami di licenza vennero, per incarico del governo, nomi illustri come Giosuè Carducci  negli anni 1882, 1883, 1884; Guido Mazzoni ed altri uomini insigni". 
Le cronache raccontano, secondo Michelangelo Simoni,  che quel periodo nell'istituto sorse tra Venturini, rettore, e l'abate Michele Simoni di Manerba, professore storico del ginnasio,  grecista e esperto latinista nonché epigrafista, un dissidio dovuto alla divergenza di opinioni a sfondo politico e professionale. Le idee liberaleggianti del Venturini e la sua forte personalità cozzavano contro quelle del Simoni costantemente fedele al Papa e al potere temporale della Chiesa seppure in passato avesse dimostrato simpatie verso i moti rivoluzionari italiani. Dopo l'unificazione d'Italia del 1870, lamentele e censure da parte di massoni e anticlericali pervennero al rettore e una ventata di inimicizie e di ostilità investì lo stimato insegnante. In seguito a queste lamentele e denunce,  Venturini proibì momentaneamente ai convittori di entrare durante le ore di ricreazione e nel doposcuola nello studio del docente e continuare il dialogo scolastico. Contemporaneamente fu disposta dal Ministero della pubblica istruzione un'inchiesta per verificare eventuali infrazioni disciplinari affidata alla conduzione del grecista Vigilio Inama, eminente figura di studioso di lettere classiche, ma al termine di essa nessun provvedimento fu contestato al Simoni se non la riduzione dell'orario scolastico per "motivi di salute". 

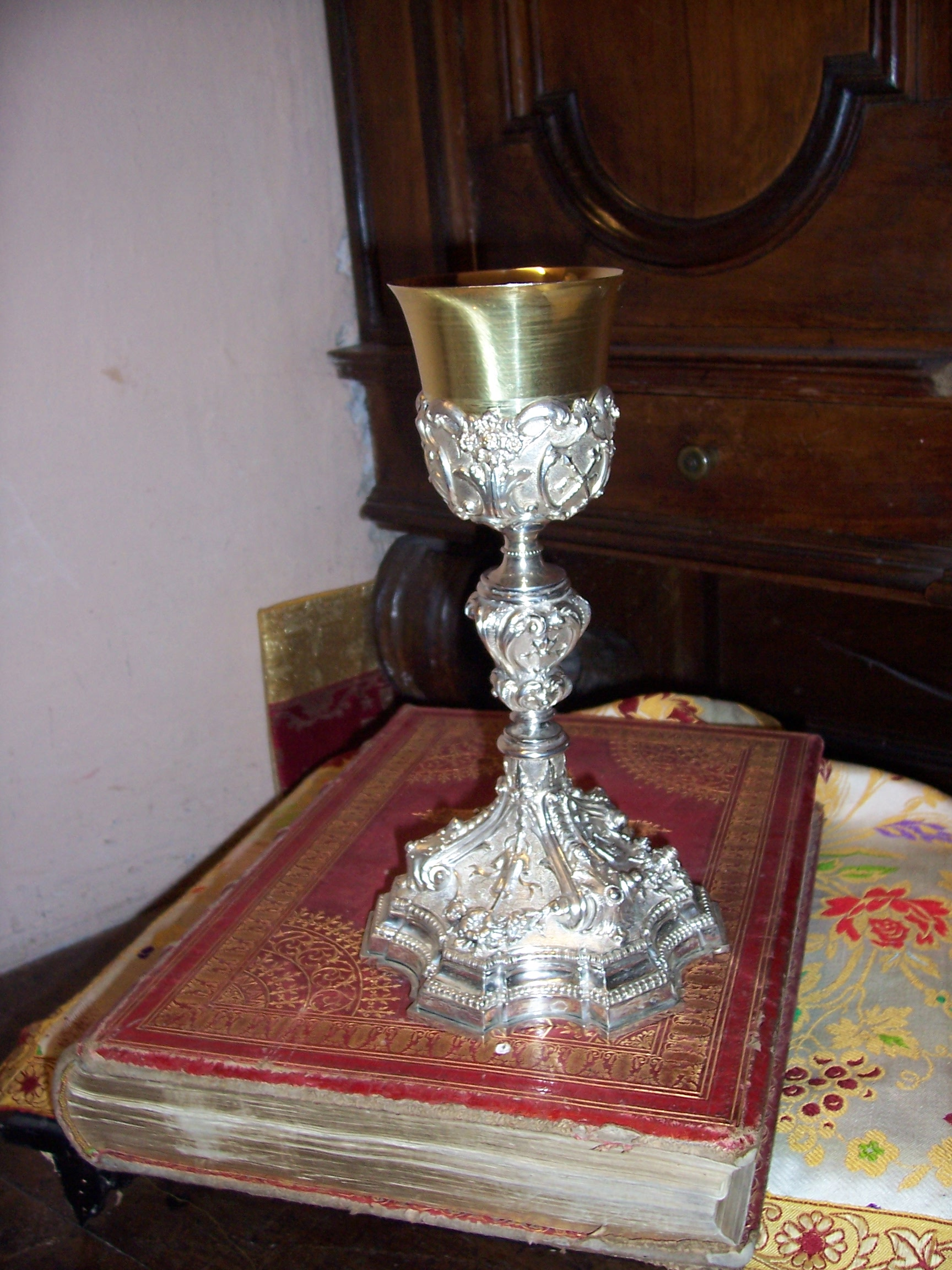
Magasa, chiesa parrocchiale Sant'Antonio Abate. Il calice donato nel 1895 dai convittori del Collegio Civico di Desenzano al prof. don Bartolomeo Venturini.

 Bartolomeo Venturini fu in relazione con Giuseppe Zanardelli e Giosuè Carducci che conobbe a Desenzano, quando il poeta fu chiamato a presiedere gli esami di licenza per incarico del governo, nel 1882, 1883 e 1884 presso il Liceo Bagatta. Il 29 novembre 1883 gli fu conferita l'onorificenza di Cavaliere dell'Ordine della Corona d'Italia per «la particolare considerazione in cui sono tenuti dal Governo i meriti di Lei», così si espresse il ministro della Pubblica Istruzione Guido Baccelli. Quando morì a Magasa, il 28 luglio 1895, il municipio desenzanese, riconoscente per i servizi prestati, inviò nel giorno del funerale un'apposita rappresentanza. Nel suo atto di morte si legge: «Il molto reverendo don Bortolo Venturini stato professore di religione nell'Imperial Regio Ginnasio di Rovereto, poi pedagogo nella Famiglia conti Tacchi, ed ultimamente Rettore del Collegio di Desenzano spirava il 28 luglio 1895, dopo penosa malattia, e munito dei S.S. Sacramenti, ed accompagnato dal clero curato di Valle, fu sepolto il 30 luglio nel cimitero curaziale al lato sinistro della cappella visto il certificato d'ispezione cadaverica dei 28 luglio 1895». Negli anni Ottanta del secolo scorso, il comune di Magasa dedicò alla sua memoria una strada e le scuole elementari.

### Lo scrittore
Venturini fu terzo scrittore di geniali produzioni, socio dell'Accademia Roveretana degli Agiati, ebbe modi gentilissimi, fu intimo amico di patrioti, generoso coi suoi familiari, sicuro nell'attuazione dei suoi progetti. Di carattere spiccatamente deciso, Mario Manfroni lo definì "ultimo tronco, che tuttavia restasse in piedi di una fitta foresta, cui si attaccavano le memorie; anche quest'ultimo tronco si è spezzato sotto il peso degli anni e delle fatiche di una vita operosa".

## Opere
- Scrisse una leggenda in sestine decasillabi: Il monte Tombea.[25]
- Scrisse una dissertazione sull'Epigrafia Italiana".
- Discorso per nozze nel 1868 e Poesie.

## Onorificenze
Il comune di Magasa nel secolo scorso dedicò alla sua memoria una strada.